# Science-Fiction-Jahr 1950
Übersicht

◄◄ | ◄ | 1946 | 1947 | 1948 | 1949 | Science-Fiction-Jahr 1950 | 1951 | 1952 | 1953 | 1954 | ► | ►►

Weitere Ereignisse

## Retro Hugo Award
Die Retro Hugo Awards für das Jahr 1950 wurden 2001 verliehen.
| Retro Hugo Award   | Retro Hugo Award          | Retro Hugo Award                 | Retro Hugo Award         |
| Autor/Regie        | Originaltitel             | Deutsche Ausgabe                 | Kategorie                |
| ------------------ | ------------------------- | -------------------------------- | ------------------------ |
| Robert A. Heinlein | Farmer in the Sky         | Pioniere im Weltall              | Bester Roman             |
| Robert A. Heinlein | The Man Who Sold the Moon | Der Mann, der den Mond verkaufte | Bester Kurzroman         |
| C. M. Kornbluth    | The Little Black Bag      | Die kleine schwarze Tasche       | Beste Erzählung          |
| Damon Knight       | To Serve Man              | Ein Plan für die Menschheit      | Beste Kurzgeschichte     |
| Irving Pichel      | Destination Moon          | Endstation Mond                  | Beste Drama-Präsentation |

## Neuerscheinungen Literatur
| Deutscher Titel                           | Deutschsprachiges Erscheinungsjahr | Originaltitel                             | Autor                  | Anmerkungen                                                                                     |
| ----------------------------------------- | ---------------------------------- | ----------------------------------------- | ---------------------- | ----------------------------------------------------------------------------------------------- |
| Die Mars-Chroniken                        | 1972                               | The Martian Chronicles                    | Ray Bradbury           |                                                                                                 |
| Ich, der Robot                            |                                    | I, Robot                                  | Isaac Asimov           | In der Erzählung Runaround werden die drei Robotergesetze von Asimov zum ersten Mal postuliert. |
| Lancelot Biggs wundersame Weltraumfahrten | 1953                               | The Remarkable Exploits of Lancelot Biggs | Nelson Bond            | Rezension                                                                                       |
| Pioniere im Weltall                       | 1951                               | Farmer in the Sky                         | Robert A. Heinlein     | Rezension                                                                                       |
| Technical Error                           |                                    | The Reversed Man                          | Arthur C. Clarke       |                                                                                                 |
| Flucht von der Erde                       | 1950                               |                                           | Hans Gerhard Stuckmann |                                                                                                 |

## Neuerscheinungen Filme
| Deutscher Titel     | Deutschsprachiges Erscheinungsjahr | Originaltitel             | Regie                 | Anmerkungen                                                      |
| ------------------- | ---------------------------------- | ------------------------- | --------------------- | ---------------------------------------------------------------- |
| Endstation Mond     | 1951                               | Destination Moon          | Irving Pichel         | basiert auf dem Roman Rocket Ship Galileo von Robert A. Heinlein |
| Rakete Mond startet | 1958                               | Rocketship X M            | Kurt Neumann          |                                                                  |
|                     |                                    | Atom Man vs. Superman     | Spencer Gordon Bennet | 15-teiliges Kino-Serial                                          |
|                     |                                    | Flying Disc Man from Mars | Fred C. Brannon       | 12 -teiliges Kino-Serial                                         |
|                     |                                    | The Flying Saucer         | Mikel Conrad          | der weltweit erste Spielfilm über das UFO-Phänomen               |

## Neuerscheinungen Fernsehserien
| Deutscher Titel          | gesendet  | Originaltitel            | Episoden | Staffeln | Anmerkungen               |
| ------------------------ | --------- | ------------------------ | -------- | -------- | ------------------------- |
| Buck Rogers              | 1950–1951 | Buck Rogers              | 36       |          | alle bis dato verschollen |
| Space Patrol             | 1950–1955 | Space Patrol             | 184      | 5        |                           |
| Tom Corbett, Space Cadet | 1950–1955 | Tom Corbett, Space Cadet | ≈ 58     |          | genaue Anzahl unbekannt   |

## Neuerscheinungen Zeitschriften/Fanzines/Magazine
- Galaxy, 1950–1980

## Conventions
- 8. Worldcon, 1.–4. September, Portland, Vorsitzender: Donald B. Day, Ehrengast: Anthony Boucher

## Geboren
- Karl Michael Armer
- William Barton
- James P. Blaylock
- David Brin
- Paul H. Cook
- Arthur Byron Cover
- Wolfgang Fienhold († 2011)
- William R. Forstchen
- Karen Joy Fowler
- Gisbert Haefs
- Horst Hoffmann
- K. W. Jeter
- William H. Keith, Jr. in erster Linie durch seine Arbeit im BattleTech-Universum bekannt
- John Kessel
- Wolfram Kober
- Leo Lukas
- Elliot S. Maggin
- Steve Miller († 2024)
- Kevin O’Donnell († 2012)
- Michael Reaves († 2023)
- Mary Doria Russell
- Peter Schattschneider
- Lewis Shiner
- Erik Simon
- Dean Wesley Smith
- Karlheinz Steinmüller
- Craig Strete
- Michael Swanwick
- Michael Szameit († 2014)
- Ellis Weiner

## Gestorben
- Edgar Rice Burroughs (* 1875)
- Albert Ehrenstein (* 1886)
- Dietrich Kärrner (Pseudonym von Artur Mahraun; * 1890)
- George Orwell (* 1903) der Ausspruch „Big brother is watching you“ geht auf seinen Roman 1984 zurück
- Marga Passon (* 1897)
- Paul Eugen Sieg (* 1899)
- Olaf Stapledon (* 1886)